# Reserva ecológica Baitiquirí

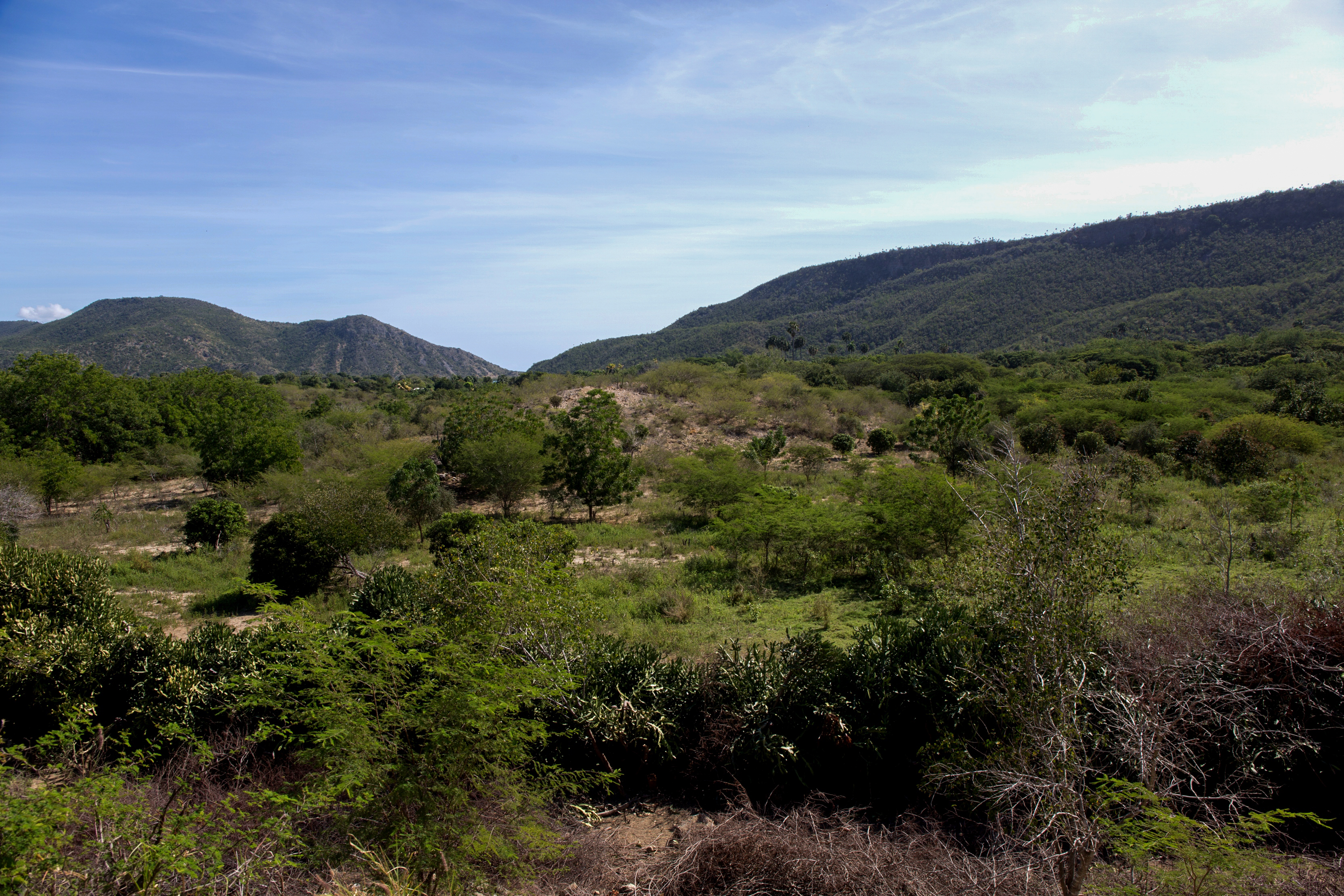
Baitiquirí

, ejemplo de la fauna propia del Parque nacional Baitiquiri-Cajobabo.]]
La reserva ecológica Baitiquirí (antiguamente denominada parque nacional Baitiquirí-Cajobabo) es una reserva ecológica ubicada en el municipio de San Antonio del Sur, provincia de Guantánamo, Cuba. La reserva posee una extensión de 4.400 hectáreas.
La reserva se encuentra en la zona sureste de la isla de Cuba. La reserva posee tanto ecosistemas marítimos, como terrestres ya que llega hasta la base de las sierras de Mariana e Imías.
El terreno es por lo general de esquistos y agreste, sus costas son en su gran mayoría escarpadas aunque existen algunas playas con arena tales como la de Sabanalamar.

## Flora
La zona posee un clima seco. La reserva está cubierta mayormente por una mezcla de bosque xerófilo y matorrales. La vegetación es cactácea y espinosa.
Entre las especies arbóreas propias de la zona se cuentan el guayacán (Guaiacum officinale) y el Phyllostylon trasiliense
Respecto a las especies de cactus se cuentan el Consolea macracantha, el aguacate cimarrón (Dendrocereus nudiflorus) y el Ritterocereus hystrix. Otras especies de flora endémicas son Rhacoma pungens, Gochnatia microcephala, Reynosia mucronata azulensis , Vemonia complicata y Coccothrinax munizii.

## Fauna

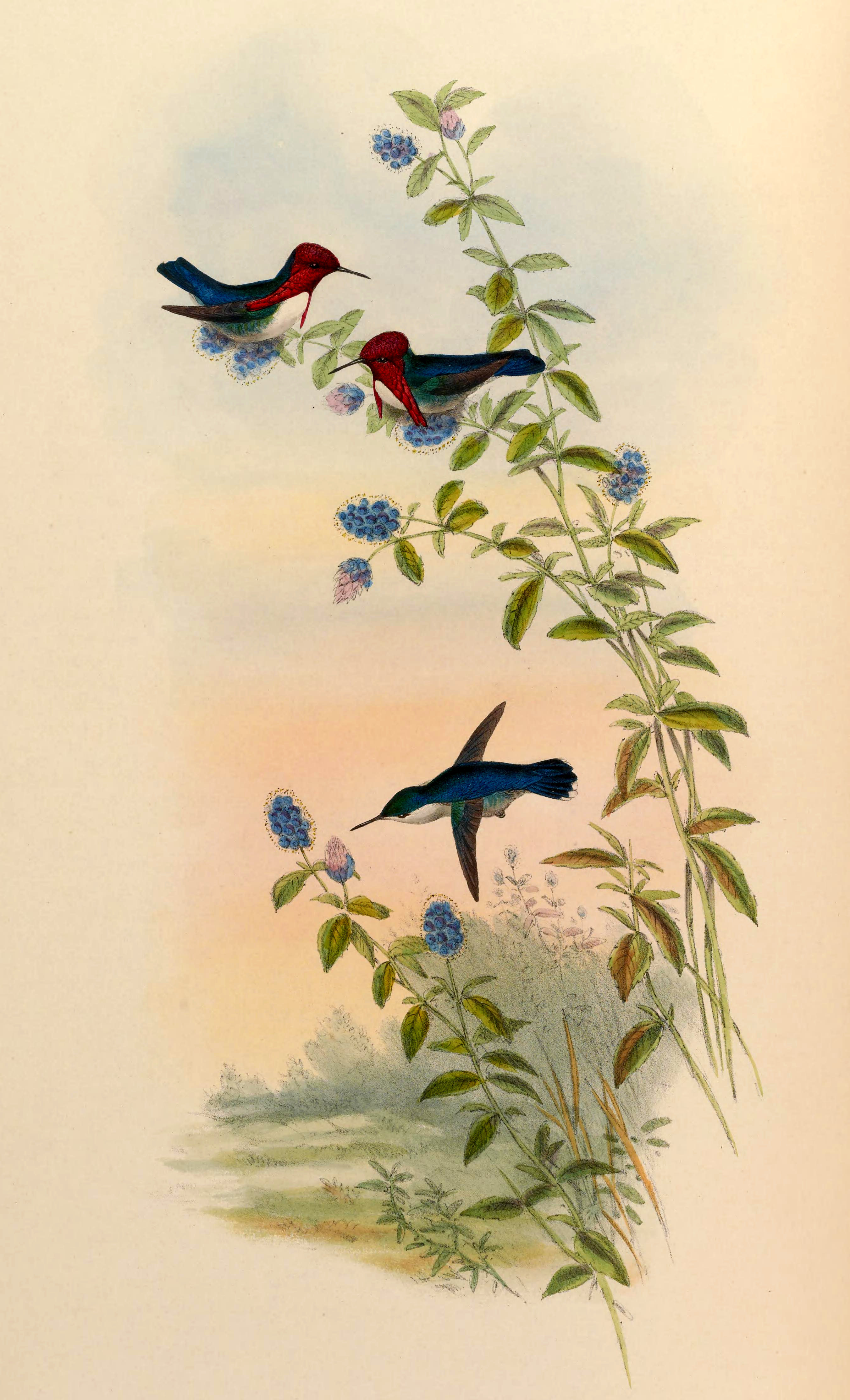
Pájaro mosca.

Entre las aves que habitan en lareserva se cuentan: pájaro mosca (Mellisuga helenae), el rabijunco (Phaethontiformes)  y el cabrerito de Baitiquiri, la Polioptila lembeyei. También existen algunas especies de reptiles como por ejemplo el bayoya de Onaney, la iguana Ciclura nubila y el maja de Santa Maria (Epicrates angulifer).